# Vonges
Vonges é uma comuna francesa na região administrativa da Borgonha-Franco-Condado, no departamento de Côte-d'Or. Estende-se por uma área de 4,56 km². Em 2010 a comuna tinha 343 habitantes (densidade: 75,2 hab./km²).